# Doulon
Der Doulon ist ein Fluss in Frankreich, der in der Region Auvergne-Rhône-Alpes verläuft. Er entspringt an der Gemeindegrenze von Saint-Germain-l’Herm, entwässert generell in südlicher Richtung durch den Regionalen Naturpark Livradois-Forez und mündet nach rund 35 Kilometern im Gemeindegebiet von Domeyrat als rechter Nebenfluss in die Senouire. Auf seinem Weg durchquert der Doulon die Départements Puy-de-Dôme und Haute-Loire.

## Orte am Fluss
(Reihenfolge in Fließrichtung)
- Saint-Germain-l’Herm
- Fayet-Ronaye
- Saint-Vert
- Laval-sur-Doulon
- Saint-Didier-sur-Doulon
- Vals-le-Chastel
- Domeyrat